# Kesklinn
Kesklinn (estonsky plným jménem Tallinna Kesklinn, tedy „Tallinnské centrum“) je jedna z osmi městských částí/obvodů estonského hlavního města Tallinnu. Zahrnuje čtvrti Juhkentali, Kadriorg, Kassisaba, Keldrimäe, Kitseküla, Kompassi, Luite, Maakri, Mõigu, Raua, Sadama, Sibulaküla, Südalinn, Tatari, Tõnismäe, Torupilli, Uus Maailm, Vanalinn (k němuž patří též Toompea) a Veerenni. K městské části náleží rovněž ostrov Aegna a jezero Ülemiste. Celková rozloha městské části je 28 km², počet trvale hlášených obyvatel byl k 1. září 2006 46 193.